# Pothyne variegatoides
Pothyne variegatoides är en skalbaggsart som beskrevs av Stefan von Breuning 1968. Pothyne variegatoides ingår i släktet Pothyne och familjen långhorningar.
Artens utbredningsområde är Laos. Inga underarter finns listade i Catalogue of Life.